# Погоджувальна рада депутатських фракцій
Погоджувальна рада депутатських фракцій — орган Верховної Ради України, утворений 1994 з метою сприяння організації підготовки питань, що підлягають розгляду в парламенті. З 2000 року, крім суто дорадчих, отримала і деякі адміністративно-розпорядчі повноваження. Погоджувальна рада визначає нерозглянуті статті конституційного проекту або їх окремі частини і вносить пропозиції про їх «упереджуючий» розгляд. Парламент розглядає визначені Погоджувальною радою статті та їх окремі частини в редакції, запропонованій Тимчасовою спеціальною комісією, і приймає щодо них рішення згідно з Регламентом. У разі відхилення пропозиції Комісії голосуються альтернативні поправки до цієї пропозиції. В разі відхилення всіх поправок передбачалося вироблення узгоджувальної редакції її тексту з урахуванням поправок, що набрали найбільшу кількість голосів, Узгоджувальні пропозиції мали розроблятися Погоджувальною радою і передаватися до Тимчасової спеціальної комісії для опрацювання та внесення їх на розгляд парламенту.